# 달렌빌역
달렌빌역(독일어: Dallenwil)은 스위스 니트발덴주의 달렌빌에 있는 기차역이다. 첸트랄반 철도 회사가 소유한 루체른-슈탄스-엥겔베르크선에 있다.

## 운행편
다음 서비스는 달렌빌에서 정차한다.
- 인터레기오 루체른-엥겔베르크 익스프레스 : 루체른과 엥겔베르크 사이를 매시간 운행한다.
- 루체른 S-반 S4 : 루체른과 볼펜쉬센 간 매시간 운행